# 衛星カタログ番号
衛星カタログ番号（えいせいカタログばんごう、Satellite Catalog Number (SATCAT)）とは、アメリカ宇宙コマンド(USSPACECOM)が地球の軌道上の全ての人工物および地球軌道を離れた人工物に対して付与している、最大9桁の番号である。1番はスプートニク1号を打ち上げるためのロケット、2番はスプートニク1号その物であり、それ以降、打ち上げまたは発見された順に連続の番号が与えられている。NORAD ID、USSPACECOMオブジェクト番号(USSPACECOM object number)、または単にカタログ番号(catalog number)とも呼ばれる。

## 概要
カタログに掲載されるのは直径10センチメートル以上の人工物であり、軌道に乗らなかったまたは短時間しか乗らなかったものは掲載されない。USSPACECOMは、第18宇宙防衛隊が管理するWebサイトspace-track.orgで衛星カタログを公表している。
2021年6月11日現在、カタログには48,833個の人工物が掲載されている。そのうち、1957年以降に打ち上げられて軌道に乗った人工衛星は11,264個である。21,197個については今なおその位置が追跡され続けている一方、1,374個は消失している。欧州宇宙機関(ESA)は、USSPACECOMが追跡可能な大きさのデブリが、2019年1月現在で約3万4千個あると推定している。
恒久的にカタログに掲載される物体には1から69,999までの番号が付与される。Space-Trackは2020年から、スペースフェンスが発見したデブリなどに対して99,999を超える6桁以上の番号を付与している

## 歴史
当初、衛星カタログは北アメリカ航空宇宙防衛司令部(NORAD)が管理しており、1985年よりUSSPACECOMが衛星カタログの管理と、地球軌道上の全ての人工物の追跡・識別を行っている。2002年にUSSPACECOMはアメリカ戦略軍(USSTRATCOM)に統合されて消滅したが、2019年に再設置された。
2020年まで、2行軌道要素形式(TLE)のフォーマットの制約により衛星カタログ番号は5桁に制限されていた。2020年から、衛星カタログのフォーマットが、宇宙データシステム諮問委員会(CCSDS)が定めたOMM(Orbit Mean-Elements Message)に変更され、カタログ番号が9桁まで拡大された。